# 俄罗斯联邦总统纹章委员会
俄罗斯联邦总统纹章委员会（俄语：Геральдический совет при Президенте Российской Федерации）是俄罗斯总统办公厅的一部分。職責是向总统及国家提供有關纹章事务的建议。
该委员会成立于1992年，其职责包括监督官方标志的使用、防止未经授权的使用、協助地方和地区政府设计徽章和研究俄罗斯的纹章等。俄罗斯联邦国家纹章的登记亦由该部门管理。